# مسجد جامع بیجگان
مسجد جامع بیجگان مربوط به دوره قاجار است و در شهرستان دلیجان، روستای بیجگان واقع شده و این اثر در تاریخ ۲۵ اسفند ۱۳۸۰ با شمارهٔ ثبت ۵۰۱۷ به‌عنوان یکی از آثار ملی ایران به ثبت رسیده است.
این مسجد به طول ۱۸ و عرض ۷ متر بوده که با سقفی تیرپوش، بر روی ۴ ستون چوبی قطور احداث شده‌است.